# Îles du Prince-de-Monaco
Le îles du Prince-de-Monaco (Isole del Principe di Monaco) sono un insieme di piccole isole e isolotti, posizionati a sud-ovest dell'isola di Grande Terre, nell'arcipelago sub-antartico delle isole Kerguelen, appartenente alle Terre australi e antartiche francesi. 

## Geografia
Le isole si situano nella baia d'Audierne, 500 metri al largo del Promontorio La Bourdonnais, del quale costituiscono il prolungamento geologico. Sono costituite da due isole principali, denominate come Isola Nord e Isola Sud, separate da uno stretto canale, oltre che da altri isolotti e scogli.
L'isola più grande, quella più meridionale, misura 3 kilometri di lunghezza e 1,7 di larghezza. Il punto più elevato raggiunge i 99 metri sul livello del mare. Il punto più meridionale dell'isola è denominato Punta dell'Oceanografia (pointe de l'Océanographie).
Le isole fronteggiano, a una distanza di 2,5 km le îlots Joubin, che sono la loro controparte verso il promontorio di Bougainville.

## Toponimo
Il loro nome venne deciso da Raymond Rallier du Baty, nel 1908/1909, in onore di Alberto I di Monaco, soprannominato il principe navigatore, fondatore del Museo oceanografico di Monaco. Sempre in onore di Alberto I, è presente anche lo stretto Prince-Albert, tra  l'Isola Lunga e il promontorio Ronarc'h, a ovest della principale isola delle Kerguelen, nome attribuito nel corso della missione batimetrica Leclaire del 1966.